# Ibieca
Ibieca és un municipi aragonès situat a la província d'Osca i enquadrat a la comarca de la Foia d'Osca.